# Феминизм в Республике Корея
Феминизм в Республике Корея — это движение и теория, которая анализирует причины угнетения южнокорейских женщин и их положение в обществе, а также ставит основной целью их освобождение. Феминистское движение на Корейском полуострове возникло в 1920-е годы. В рамках него выделялось несколько направлений: либеральный, социалистический и христианский феминизм. Сторонницы первых двух направлений критиковали институт брака и концепцию целомудрия; при этом либеральные феминистки отстаивали свободу в браке, любви и сексуальных предпочтениях, а сторонницы социалистического феминизма выступали против домашних обязанностей и концепции женского целомудрия.

## История

### Колониальный период
Феминизм в Корее возник в 1920-е годы. После Первомартовского движения активизировалась деятельность таких организаций, как «Общество патриоток Кореи» (лето 1919 г.) и Шанхайское патриотическое общество кореянок (кор. 한인애국부인회). В 1927 г. сторонницы социалистического и христианского феминизма создали «Кынухвэ» (кор. 근우회) — национальную организацию по объединению женского движения. Однако с середины 1928 г. сторонницы социалистического феминизма покинули организацию из-за разногласий, что привело к «началу распада» «Кынухвэ».

### 1945 ~ 1960-е гг.
В 1945 г. после освобождения от японского колониального господства феминистское движение в Корее начало активно развиваться. Однако также есть мнение о том, что сразу после освобождения «из-за внутренних идеологических разногласий оно становилось частью других движений, что затрудняло его независимое развитие». В 1959 г. был создан Совет корейских женских организаций (кор. 한국여성단체협의회), который возглавил движение. Также можно отметить деятельность таких организаций, как Корейская ассоциация молодых христианок (кор. 대한YWCA연합회; англ. Korea YWCA), Ассоциация замужних кореянок (кор. 대한부인회), Ассоциация альтернативного женского образования (кор. 대안여성교육동지회), Корейская ассоциация женской взаимопомощи (кор. 한국부인상조회), Новая женская ассоциация (кор. 새여성회), Корейская ассоциация женщин-предпринимательниц (кор. 한국여성경제인협회) и Женский отдел союза ветеранов (кор. 한국여성경제인협회).

### Период борьбы за демократию
В 1970-х гг. женское движение развивалось в тесной связи с рабочим движением. Забастовка рабочих, организованная профсоюзом YH в 1979 г. является репрезентативным примером борьбы женщин-работниц в конце эпохи Юсин. С середины 1980-х гг. женское движение в Республике Корея под влиянием второй волны феминизма на Западе продемонстрировало значительный прогресс, при этом положение женщин улучшилось. Корейский союз женских организаций (кор. 한국여성단체연합) создававшийся в 1987 г. как прогрессивное женское движение, в 1995 г. выбрал стратегию «гендерного мейнстриминга» и заключил сотрудничество с правительством.

### 2000—2014
Ещё одним поворотным моментом в развитии женского движения, которое тесно сотрудничало с движением за демократизацию и рабочим движением, стала деятельность «Комитета 100» по искоренению сексуального насилия в спортивных организациях. Эта группа действовала с июля 2000 г. по октябрь 2003 г. и проводила расследования случаев сексуального насилия мужчин над женщинами, происходивших в студенческих ассоциациях, профсоюзах и общественных движениях. 17 подозреваемых в совершении сексуального насилия были включены в «Список участников общественных движений, совершивших сексуальное насилие». Это спровоцировало ожесточенные дебаты среди участников социального движения, рабочего движения, а также движения за права человека; споры, в частности, вызвала поддержка подхода, «ориентированного на защиту жертвы» при раскрытии случаев сексуального насилия или подозрений в сексуальном насилии. Комитет завершил свою деятельность, опубликовав отчёт о проделанной работе в октябре 2003 г. Этот инцидент предоставил женскому движению возможность принять курс, отличный от профсоюзных и общественных движений.
Среди президентов Республики Корея Ким Дэ Чжун и Мун Чжэ Ин известны своими профеминистскими взглядами. Ким Дэ Чжун признался, что на его убеждения повлияла жена. Мун Чжэ Ин заявил о себе как о «президенте, который поддерживает феминизм». В своей предвыборной кампании он пообещал «усердно работать над созданием кабинета министров с равным количеством мужчин и женщин» и заявил о намерении создать кабинет министров, где доля женщин составляла бы 30 %, что является средним показателем среди стран ОЭСР. Это обещание было выполнено после его прихода к власти: 6 из 19 членов кабинета министров были женщинами.
Ранее в 2012 году на президентских выборах в Южной Корее впервые победила женщина — Пак Кын Хе из консервативной партии «Свободная Корея». Её отец Пак Чон Хи пришёл к власти в стране в результате военного переворота в 1961 году и правил в течение 18 лет. Во время предвыборной кампании Пак Кын Хе пообещала вдвое сократить плату за обучение в колледже, расширить спонсируемые государством программы по уходу за детьми и обеспечить полное покрытие расходов на лечение основных заболеваний. Издание The New York Times писало, что она стала привлекательна для большинства избирателей из-за родства с бывшим автократом, а не из-за своего пола, поэтому это событие не приведёт к значительным изменениям положения женщин в обществе, а аналитики рассматривали Пак Кын Хе как «некую аномалию». Позже, она покинула пост раньше срока, попав в тюрьму по обвинению в коррупции. Тем не менее, она стала первым примером того, что женщина может возглавить Южную Корею, поэтому её избрание имеет символическое значение.

### 2015—н.в.
Создание онлайн-сообщества Megalia (кор. 메갈리아), которое обвинялось в поддержке женоненавистничества, вызвало так называемую «перезагрузку феминизма». Произошло закрытие сайта с сексуальным контентом для взрослых Sora.net, на котором размещались фотографии под юбкой и обсуждения, призывающие мужчин изнасиловать своих бессознательных подруг, а также давались инструкции о том, как купить препараты для изнасилования на свидании.
В 2016 г. после многочисленных споров онлайн-сообщество Megalia раскололось, и был создан портал Womad. Произошедшее в том же году убийство в туалете караоке-бара в районе станции Каннам стало ключевым моментом в истории развития южнокорейского феминизма после 2015 года. Преступник рассказал полиции, что его мотивом послужило жестокому обращению со стороны женщин, которому он в прошлом подвергался. В последующие дни появились стихийные мемориалы возле метро, где женщины расклеивали на стены стикеры и оставляли цветы.
В 2018 г. был проведена демонстрация против предвзятого расследования дела о незаконной видеосъёмке, которая побил рекорд, став самым масштабным митингом, связанным с женщинами, когда-либо проходившим в Республике Корея. После этого в зарубежных СМИ, таких как BBC, The New York Times и The Guardian появились сообщения о «Движении без корсета».
В 2019 г. следственная группа «Пламя погони» первой сообщила об инциденте Nth Room, а также была создана группа «Project Reset» для борьбы с чатами и каналами в Telegram, распространяющими фото и видео сексуального характера с участием девушек, которые стали жертвами изнасилования или не давали согласия на съёмку.
8 марта 2020 г. была создана «Женская партия».